# Josef Feistmantl
Josef Feistmantl (Absam, 23 febbraio 1939 – 10 marzo 2019) è stato uno slittinista austriaco, vincitore di una medaglia d'oro ai Giochi olimpici di Innsbruck 1964.

## Biografia
Gareggiò per la nazionale austriaca sia nel singolo sia nel doppio, primeggiando in entrambe specialità. Nella specialità biposto fece coppia con diversi partner, riuscendo a salire sul podio in competizioni internazionali con tre di questi:  inizialmente con Ludwig Gassner, quindi con Manfred Stengl, con cui vinse il titolo olimpico ad Innsbruck 1964, e successivamente con Wilhelm Biechl.
Prese parte a tre edizioni dei Giochi olimpici invernali: ad Innsbruck 1964 si piazzò al quinto posto nel singolo e vinse la medaglia d'oro nel doppio, a Grenoble 1968 giunse nuovamente quinto nel singolo e settimo nel doppio ed a Sapporo 1972 colse la decima piazza nel singolo.
Ai campionati mondiali ottenne una medaglia d'oro, a Schönau am Königssee 1969 (consegnata poi ai familiari del collega polacco Stanisław Paczka, deceduto all'età di 23 anni a causa di un incidente occorsogli sulla pista tedesca), due d'argento e due di bronzo nel singolo, nonché un'altra di bronzo nel doppio. Nelle rassegne continentali vinse una medaglia d'oro ed una d'argento nel doppio, rispettivamente a Schönau am Königssee 1967 ed a Weißenbach 1962.
Ritiratosi dalle competizioni dopo le Olimpiadi di Sapporo 1972, lavorò come ottico divenendo successivamente proprietario di una catena di negozi del settore.
Ai Giochi casalinghi di Innsbruck 1976 ebbe l'onore di essere l'ultimo tedoforo ed accendere il tripode olimpico insieme a Christl Haas.
Come riconoscimento di questa strepitosa carriera, nel 2005 è stato introdotto nella Hall of Fame della FIL.

## Palmarès

### Olimpiadi
- 1 medaglia:
  - 1 oro (doppio ad Innsbruck 1964).

### Mondiali
- 6 medaglie:
  - 1 oro (singolo a Schönau am Königssee 1969);
  - 2 argenti (singolo a Villard-de-Lans 1959; singolo a Schönau am Königssee 1970);
  - 3 bronzi (doppio a Girenbad 1961; singolo ad Hammarstrand 1967; singolo a Valdaora 1971).

### Europei
- 2 medaglie:
  - 1 oro (doppio a Schönau am Königssee 1967);
  - 1 argento (doppio a Weißenbach 1962).